# Skänninge marken
Skänninge marken är en marknad som hålls den första onsdagen och torsdagen i augusti varje år i staden Skänninge i Östergötland. Denna marknad är Sveriges äldsta och största torg- och gatumarknad.
Minst 120 000 personer besöker Skänninge marken varje år. Ungefär 1 700 marknadsplatser (sk stånd) inryms på marknadsområdets yta. Försäljare (så kallade knallar) finns på mer än 5 000 löpmeter. Utöver handeln erbjuder en marknad även nöjen och underhållning. I äldre tid gästade gycklare och akrobater, senare cirkusar och karuseller.

## Historia
Marknadstraditionen går tusen år tillbaka i tiden då Skänninge tidigt var ett viktigt handelscentrum. Tyska handelsmän hade på 1200-talet ett stort inflytande över staden, och lät bland annat uppföra Vårfrukyrkan.
Traditionellt kallades tiden för marknaden Olofsmäss då den inföll vid Olof-dagen och S:t Olof var under medeltiden ett viktigt helgon i Skänninge som 1273 etablerade Sveriges andra dominikankloster helgat till hans minne.

## Källhänvisning
- ”Historia”. Skänninge.com. http://www.skanninge.com/historia.htm.
- ”Skänninge Marken”. Mjölby Kommun. http://www.mjolby.se/9599.html.